# Little Annie Rooney (bande dessinée)
La Petite Annie
Pour les articles homonymes, voir Little Annie Rooney.
Little Annie Rooney est une série de bande dessinée américaine créée par Ed Verdier et diffusée sous forme de comic strip par le King Features Syndicate de 1927 à avril 1966. Verdier a été replacé par Ben Batsford en 1929, lequel a cédé sa place dès l'année suivante à Darrell McClure, auteur de la série durant les 36 années suivantes.
Le nom d'Annie Rooney la petite orpheline n'était pas inconnu du public en 1927 puisque c'était le titre d'une chanson de 1890 et d'un film de 1925, avec Mary Pickford dans le rôle-titre. Mais c'est avant tout une autre bande dessinée qui a servi de source d'inspiration à Little Annie Rooney : la Little Orphan Annie d'Harold Gray, qui comme elle a un chien (le chien d'Annie Rooney est Zero, celui d'Annie l'orpheline se nommait Sandy), une expression favorite (« Gloriosky! » pour Annie Rooney, « Leapin' lizards » pour Annie l'orpheline) et une tutrice légale cruelle (Miss Meany pour Annie Rooney, Miss Hannigan pour Annie l'orpheline). Les deux Annie se montrent également dynamiques et débrouillardes. En revanche, Annie Rooney n'a pas été adoptée par un milliardaire.
Little Annie Rooney a connu un certain succès et a été adaptée en français où elle est parue de façon hebdomadaire dans Le Journal de Mickey à partir de 1934, puis de 1953, sous le nom de La Petite Annie. Elle a été aussi traduite dans d'autres langues. Elle n'a cependant jamais atteint le degré de popularité de Little Orphan Annie.